# Bisbat de Barbastre-Montsó

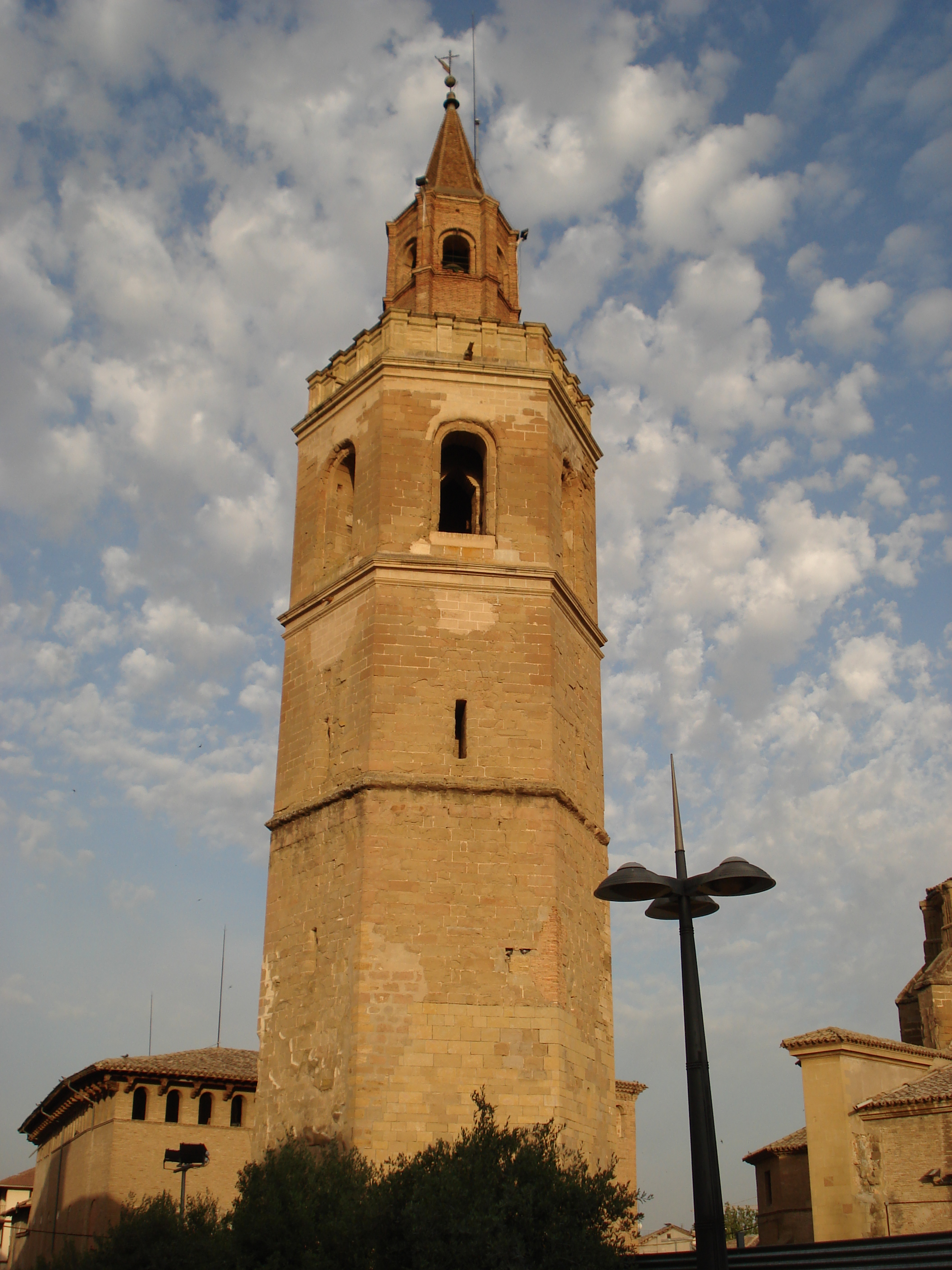
El campanar de la catedral de Barbastre

El bisbat de Barbastre-Montsó és al nord de la província d'Osca (Aragó). La diòcesi forma part de la província eclesiàstica de Saragossa, per la qual cosa és sufragània de l'arxidiòcesi de Saragossa. La diòcesi limita al nord amb els Pirineus, a l'est i al sud amb la Diòcesi de Lleida, i a l'oest amb les d'Osca i Jaca. Hi ha dues seus catedralícies la de Santa Maria del Romeral a Montsó i la catedral de Barbastre, ciutat en què també hi ha el palau episcopal, el seminari, i l'escola dels clergues regulars de les Escoles Pies, o escolapis. A més del seminari per a l'educació dels joves eclesiàstics, hi ha diverses comunitats de la diòcesi va dedicar a una vida contemplativa i l'educació dels joves, entre ells: els Escolapis, els Fills de l'Immaculat Cor de Maria, les Clarisses, i el caputxí les monges tenen bases a la capital, els benedictins a la localitat de Pueyo, i dels Carmelites Descalços a Graus i Sales-Altes. Hi ha escoles en tots els pobles de la diòcesi.

## Història
El bisbat de Barbastre fou establert amb la reconquesta de la ciutat per Pere I d'Aragó i Pamplona en compliment del testament del rei Ramir, qui, afligit per la pèrdua de la ciutat, feu incloure en el seu testament que quan fos reconquerida de nou, s'hi establiria la seu del bisbat, però va desaparèixer absorbida per la diòcesi de Lleida on es va traslladar el 1149.
La diòcesi existeix amb aquest nom des de 1974, si bé és la continuadora de la diòcesi de Barbastre creada el 1573 per escissió de la d'Osca. Abans d'aquest trasllat, els seus orígens es remunten al Bisbat de Roda-Barbastre amb seu episcopal a la catedral de Roda d'Isàvena creat el segle ix.

## Incorporació de les esglésies de la Franja de Ponent del bisbat de Lleida
La desaparició de la diòcesi de Roda-Barbastre el 1149 traslladant totes les parròquies al bisbat de Lleida, va suposar la incorporació de les parròquies de la Franja de Ponent.
La segregació d'aquestes parròquies cap al bisbat de Barbastre es va iniciar durant la dictadura franquista i culminà durant l'anomenada "transició democràtica". La persistència de l'episcopat espanyol, acompanyada de la passivitat i indiferència del poble i autoritats catalanes, va aconseguir trencar 800 anys d'homogeneïtat del Bisbat de Lleida, separant la Franja de Ponent del seu territori històric i cultural i obligant-la a incorporar-se a un nou bisbat situat fora de l'àmbit cultural català.
La segregació es va fer en tres fases, els anys 1955, 1995 i 1998, culminant amb un litigi arran de les obres d'art depositades al Museu Diocesà de Lleida.

### Primera segregació
El 2 de setembre de 1955 el Decret de la Sagrada Congregació Consistorial Cesaraugustanae et aliarum -Saragossa i altres- modificà, entre d'altres, la diòcesi de Lleida. Així l'any 1956 el Bisbat de Lleida s'agregava el municipi de Maials (fins llavors pertanyent al Bisbat de Tortosa) i perdia alhora Mequinensa i Faió en favor de l'arxidiòcesi de Saragossa.

### Segregació definitiva
El 17 de setembre de 1995, quan va entrar en vigor el decret Ilerdensis et Barbastrensis de finum mutatione, 84 parròquies del Bisbat de Lleida a la Ribagorça, la Llitera i el Baix Cinca havien de passar immediatament al bisbat de Barbastre-Montsó, seguides de 27 parròquies més el 15 de juny de 1998.
Arran de la segregació va començar una polèmica al voltant de la col·lecció d'obres d'art procedents de les parròquies de la Franja de Ponent que es trobaven al Museu Diocesà de Lleida. Segons els que varen publicar manifests oposant les mesures de l'episcopat espanyol, tot el procés de la segregació de les parròquies i demanda de devolució de les obres d'art hi ha una intenció de minvar Catalunya i de reafirmació del centralisme de l'estat espanyol que només es percep com a unitari.

## Bisbes

### Bisbat de Barbastre
| Període     | Nom                                             | Ressenya biogràfica                     |
| ----------- | ----------------------------------------------- | --------------------------------------- |
| 1573 - 1585 | Felipe de Urríes                                | O.P.                                    |
| 1585- 1595  | Miguel Cercito Bereterra                        |                                         |
| 1595- 1603  | Carlos Muñoz Serrano                            |                                         |
| 1604 - 1616 | Juan Moriz de Salazar                           |                                         |
| 1616- 1622  | Jerónimo Bautista Lanuza                        | O.P., nomenat bisbe d'Albarrasí         |
| 1622- 1625  | Pedro Apaolaza Ramírez                          | O.S.B., nomenat bisbe d'Albarrasí       |
| 1625- 1639  | Alfons de Requesens i Fenollet                  | O.F.M.                                  |
| 1639- 1643  | Bernardo Lacabra                                | nomenat bisbe de Cagliari               |
| 1643- 1647  | Diego Chueca                                    | nomenat bisbe de Terol                  |
| 1647- 1656  | Miquel de Escartín Arbeza                       | O.Cist., nomenat bisbe de Lleida        |
| 1656- 1673  | Diego Francés de Urrutigoyti                    | nomenat bisbe de Terol                  |
| 1673- 1680  | Íñigo Royo                                      |                                         |
| 1681 - 1695 | Francisco López Urraca                          |                                         |
| 1695- 1696  | Jerónimo López                                  |                                         |
| 1696- 1699  | José Martínez del Villar                        |                                         |
| 1700 - 1708 | Francisco de Paula Garcés Marcilla              | O.M., nomenat bisbe d'Osca              |
| 1708- 1714  | Pedro Gregorio Padilla                          | nomenat bisbe d'Osca                    |
| 1714 - 1717 | Pedro Granell                                   |                                         |
| 1717- 1739  | Carlos Alamán Ferrer                            |                                         |
| 1739- 1747  | Francisco Antonio Bustamante Jiménez            | nomenat bisbe de Plasencia              |
| 1748 - 1750 | Benito Marín                                    | O.S.B., nomenat bisbe de Jaén           |
| 1750 - 1755 | Juan Ladrón de Guevara                          | O. Carm.                                |
| 1755- 1766  | Diego Rivera Higuera                            | O.M.                                    |
| 1766- 1772  | Felipe Antonio Perales Mercado                  |                                         |
| 1773 - 1789 | Juan Manuel Cornel                              | O.M.                                    |
| 1790 - 1813 | Agustín Iñigo Abad Lasierra                     | O.S.B.                                  |
| 1814 - 1828 | Juan Nepomuceno Lera Cano                       | nomenat bisbe de Segòvia                |
|             | Els bisbes d'Osca són administradors apostòlics |                                         |
| 1896 - 1898 | Casimiro Piñera y Naredo                        |                                         |
| 1898- 1905  | Juan Antonio Ruano Martín                       | nomenat bisbe de Lleida                 |
| 1907 - 1917 | Isidoro Badía y Sarradel                        | nomenat bisbe de Tarassona              |
| 1818 - 1926 | Emilio Jiménez Pérez                            |                                         |
| 1927 - 1935 | Nicanor Mutiloa e Irurita                       | C.Ss.R., nomenat bisbe de Tarassona     |
| 1818 - 1926 | Emilio Jiménez Pérez                            |                                         |
| 1935 - 1936 | Florentino Asensio Barroso                      | Administrador apostòlic                 |
| 1946 - 1950 | Arturo Tabera Araoz                             | C.M.F., nomenat bisbe d'Albacete        |
| 1951 - 1953 | Pedro Cantero Cuadrado                          | nomenat bisbe de Huelva                 |
| 1954 - 1959 | Segundo Garcia de Sierra y Méndez               | C.M.F., nomenat bisbe auxiliar d'Oviedo |
| 1960 - 1970 | Jaime Flores Martín                             |                                         |
| 1970- 1974  | Damián Iguacén Borau                            | nomenat bisbe de Terol                  |

### Bisbat de Barbastre-Montsó
| Període      | Nom                         | Ressenya biogràfica        |
| ------------ | --------------------------- | -------------------------- |
| 1974 - 1999  | Ambrosio Echebarria Arroita |                            |
| 1999 - 2004  | Juan José Omella Omella     | nomenat bisbe de Calahorra |
| Des del 2004 | Alfonso Milián Sorribas     |                            |

## Estadístiques
A finals del 2012, la diòcesi tenia 96.600 batejats sobre una població de 104.700 persones, equivalent al 92,3% del total.
| any  | població | població | població | sacerdots | sacerdots       | sacerdots       | sacerdots             | diaques | religiosos | religiosos | parroquies |
| ---- | -------- | -------- | -------- | --------- | --------------- | --------------- | --------------------- | ------- | ---------- | ---------- | ---------- |
| any  | batejats | total    | %        | total     | clergat secular | clergat regular | batejats por sacerdot | diaques | homes      | dones      |            |
| 1949 | 36.400   | 36.400   | 100,0    | 65        | 49              | 16              | 560                   |         | 21         | 98         | 153        |
| 1959 | 42.629   | 42.629   | 100,0    | 109       | 87              | 22              | 391                   |         | 35         | 106        | 173        |
| 1970 | 39.230   | 39.236   | 100,0    | 97        | 80              | 17              | 404                   |         | 27         | 70         | 40         |
| 1980 | 33.785   | 33.825   | 99,9     | 82        | 68              | 14              | 412                   |         | 20         | 86         | 175        |
| 1990 | 32.860   | 32.900   | 99,9     | 69        | 56              | 13              | 476                   |         | 23         | 75         | 153        |
| 1999 | 97.200   | 98.073   | 99,1     | 123       | 83              | 40              | 790                   |         | 52         | 160        | 274        |
| 2000 | 95.300   | 96.250   | 99,0     | 123       | 83              | 40              | 774                   |         | 52         | 153        | 274        |
| 2001 | 96.125   | 98.073   | 98,0     | 114       | 75              | 39              | 843                   |         | 51         | 166        | 274        |
| 2002 | 96.328   | 98.658   | 97,6     | 103       | 75              | 28              | 935                   |         | 42         | 131        | 308        |
| 2003 | 95.200   | 97.800   | 97,3     | 104       | 77              | 27              | 915                   |         | 41         | 132        | 308        |
| 2004 | 95.000   | 95.887   | 99,1     | 100       | 74              | 26              | 950                   |         | 42         | 127        | 274        |
| 2006 | 95.498   | 102.580  | 93,1     | 97        | 70              | 27              | 984                   |         | 38         | 132        | 274        |
| 2012 | 96.600   | 104.700  | 92,3     | 85        | 63              | 22              | 1.136                 |         | 29         | 137        | 242        |